# Società Retorica d'America
La Rhetoric Society of America (Società Retorica d'America, RSA) è un'organizzazione accademica che si occupa dello studio della retorica.
Lo statuto della società prevede la ricerca della retorica in tutti i campi di studio pertinenti, l'identificazione di nuove aree di studio, la promozione dell'insegnamento sperimentale della retorica, della cooperazione professionale e della pubblicazione di materiali relativi alla retorica. La società è composta da esperti di varie discipline che studiano la storia, la teoria e la pratica pubblica e i metodi pedagogici della retorica.
La RSA è stata fondata nel 1968 da direttori quali Edward P. J. Corbett, Wayne C. Booth e Richard Hughes, che introdussero programmi e corsi innovativi di retorica.
Nel 2008, l'American Council of Learned Societies (ACLS) accettò la Società Retorica d'America come 70° membro della società di apprendimento. Le società erudite dell'ACLS sono organizzazioni nazionali o internazionali nel campo delle discipline umanistiche e delle scienze sociali correlate, accettate sulla base del loro "contributo sostanziale, distintivo e distinto" al sapere umanistico.
Nel suo libro intitolato Authoring a Discipline: Scholarly Journals and the Post-World War II Emergence of Rhetoric and Composition (Creare una disciplina: riviste accademiche e l'emergere della retorica e della composizione dopo la Seconda guerra mondiale), Maureen Daly Goggin scrive:

## Pubblicazioni
Rhetoric Society Quarterly è la rivista ufficiale dell'organizzazione. Pubblicata quattro volte all'anno, presenta articoli originali su tutti i settori degli studi retorici, destinati a un pubblico interdisciplinare di studiosi e studenti che lavorano nella comunicazione, anglistica, filosofia, politica e discipline correlate.
La rivista assegna il Premio "Charles Kneupper" per il miglior articolo dell'anno. Professore associato presso l'Università del Texas ad Arlington, Kneupper organizzò le conferenze nazionali della società fino alla sua morte nel 1989.
La società gestisce anche il Blogora, un blog che "mette in contatto la retorica, i metodi e le teorie retoriche e i retori con la vita pubblica", ospitato dall'Università del Texas ad Austin.

## Presidenti
L'attuale presidente è Vanessa Beasley, presidente della Trinity University. Tra i presidenti passati figurano Michelle Ballif (2020-2022), Gerald A. Hauser (2002-2003), professore di comunicazione presso l'Università del Colorado a Boulder, Patricia Bizzell (2004-2005), professoressa di inglese e presidente del dipartimento di inglese presso il College of the Holy Cross, e David Zarefsky (2006-2007), professore di studi sulla comunicazione presso la Northwestern University.